# Wolf-Rüdiger Arnold
Wolf-Rüdiger Arnold, zuvor Wolf Arnold, (* 20. September 1939 in Leipzig) ist ein deutscher Schriftsteller, der Erzählungen und Romane in der DDR und im wiedervereinigten Deutschland veröffentlicht hat.

## Leben
Wolf Arnold wurde 1939 in Leipzig als Sohn eines Landwirtes und einer Stenotypistin geboren. Der frühen Halbwaise wurde eine Werkzeugschlosserlehre aufgezwungen, die Arnold von 1953 bis 1955 absolvierte. Von 1956 bis 1975 arbeitete er als Reparaturschlosser. In dieser Zeit besuchte er die Volkshochschule und legte dort 1963 unter Mühen sein Abitur ab. Da der Beruf, in den er gedrängt worden war, nicht seinen Neigungen entsprach, bezeichnete er sich selbst als „ungeschickten Schlosser“, weshalb er einen seiner drei Kindheitsträume ins Auge fasste und sich an der Universität Jena für einen Medizin-Studienplatz bewarb. Nach der Ablehnung nahm er ein Fernstudium an der Ingenieurschule für Maschinenbau in Leipzig, Fachrichtung Technologie, auf. Im September 1975 schloss er dieses ab. Im selben Jahr schrieb er sich für ein Sonderstudium am Institut für Literatur „Johannes R. Becher“ Leipzig ein, um einen anderen seiner Kindheitswunschvorstellungen zu verwirklichen, nämlich Schriftsteller zu werden. Ab 1976 lebte er als freischaffender Autor. In den Schriftstellerverband seines Landes wurde er 1981 aufgenommen. 1984/85 belegte er noch einen Aufbaukurs am Leipziger Literaturinstitut.
In der DDR wurden seine Veröffentlichungen teils positiv, teils negativ rezensiert.
Zum Ende der DDR wurden zwei seiner zwischenzeitlich konzipierten Hörspielszenarien vom Rundfunk der DDR als Kurzhörspiele produziert und gesendet.
Nach der Wende war Arnold als Koordinator im Rahmen der Arbeitsbeschaffungsmaßnahme (ABM) beim Förderkreis Freie Literaturgesellschaft e. V. in Leipzig beschäftigt. Zwischen 2005 und 2011 veröffentlichte er jährlich ein neues Buch, wobei er teilweise auf Aufzeichnungen, unveröffentlichte Manuskripte oder auch auf bereits in der DDR Gedrucktes zurückgriff. Mitglied im Verband deutscher Schriftstellerinnen und Schriftsteller (VS) ist er seit 1990.

## Literarische Werke

### In der DDR unter dem NamenWolf Arnoldveröffentlicht
- Die mehreren Leben des Anton Joseph. Erzählungen. Mitteldeutscher Verlag, Halle (Saale) 1975.
- Familienmesse. Roman. Mitteldeutscher Verlag, Halle (Saale)/Leipzig 1980.
- Seltsame Begegnung. In: Alfons auf dem Dach und andere Geschichten. Mitteldeutscher Verlag, Halle (Saale)/Leipzig 1982, S. 86 f.
- Vergebliches Glück. Aus dem Leben eines Tüchtigen. Roman. Mitteldeutscher Verlag, Halle (Saale)/Leipzig 1984.
- Zwischenbericht. In: Lebensmitte. Geschichten von 31 Autoren. Herausgegeben von Joochen Laabs und Manfred Wolter. Mitteldeutscher Verlag, Halle (Saale)/Leipzig 1987, ISBN 3-354-00186-0, S. 134–148.
- Fenster holen. In: Der Geschichtenkalender 1987. Dritter Jahrgang. Herausgegeben von Klaus Steinhaußen. Mit Grafiken von Wolfgang Würfel. Greifenverlag zu Rudolstadt, Rudolstadt 1987, ISBN 3-7352-0005-2, S. 319–326.
- Blumen für Betty. In: Der Geschichtenkalender 1988. Vierter Jahrgang. Herausgegeben von Armin Müller. Mit Grafiken von Barbara Lechner. Greifenverlag zu Rudolstadt, Rudolstadt 1988, ISBN 3-7352-0057-5, S. 100–105.
- Es wird wieder Frühling. In: Der Geschichtenkalender 1990. Sechster Jahrgang. Herausgegeben von Klaus Steinhaußen. Mit Grafiken von Lothar Sell. Greifenverlag zu Rudolstadt, Rudolstadt 1990, ISBN 3-7352-0157-1, S. 84–89.

### Im Nachwende-Deutschland unter dem NamenWolf-Rüdiger Arnoldveröffentlicht
- noch unter Wolf Arnold: Der Trinker. In: Freies Gehege. Almanach sächsischer Autoren. Hrsg. im Auftrag des Literaturbüros Leipzig e. V. von: Roland Erb, Walter Fellmann, Günter Gentsch, Jayne-Ann Igel, Sylvia Kabus, Wolfgang Lenck, Marga Erb. Literaturbüro Leipzig e. V., Leipzig 1994, ISBN 3-930383-00-4, S. 87–90.
- Mein Onkel Bernhard oder Eine schwierige Annäherung. Roman (= Pernobilis-Edition). Engelsdorfer Verlag, Leipzig 2005, ISBN 3-938607-00-9.
- Im Spiegel oder Variationen. Erzählungen (= Pernobilis-Edition). Engelsdorfer Verlag, Leipzig 2006, ISBN 3-939404-53-5.
- Genehmigte Entfernungen. Zwei Westreisen – Frühjahr und Sommer 1989. Tagebuch und Erzählung (= Pernobilis-Edition). Engelsdorfer Verlag, Leipzig 2007, ISBN 978-3-86703-419-7.
- Stachel im Fleisch. Ein Künstlerroman (= Pernobilis-Edition). Engelsdorfer Verlag, Leipzig 2008, ISBN 978-3-86703-736-5.
- Beziehungen. Erzählungen (= Pernobilis-Edition). Engelsdorfer Verlag, Leipzig 2009, ISBN 978-3-86901-081-6.
- Totenmesse – aus dem Leben des Schriftstellers Armin Hänslein. Roman (= Pernobilis-Edition). Engelsdorfer Verlag, Leipzig 2010, ISBN 978-3-86901-853-9.
- Mal ausspannen oder Ausflug ins Grüne. Geschichten und andere Texte (= Pernobilis-Edition). Engelsdorfer Verlag, Leipzig 2011, ISBN 978-3-86268-345-1.

## Hörspiele
- Der Einbruch (= Reihe Waldstraße Nummer 7), Regie: Detlef Kurzweg, Rundfunk der DDR 1988, Erstsendung 17. September 1988.
- Nachbar mit Mützchen, Regie: Barbara Plensat, Rundfunk der DDR 1988, Erstsendung 21. Juli 1989.